# Libellago greeni
Libellago greeni är en trollsländeart som först beskrevs av Harry Hyde Laidlaw, Jr. 1924.  Libellago greeni ingår i släktet Libellago och familjen Chlorocyphidae. Inga underarter finns listade i Catalogue of Life.